# Sammy McIlroy
Samuel Baxter McIlroy (Belfast, 1954. augusztus 2.  – ) északír válogatott labdarúgó, edző.

## Pályafutása

### Klubcsapatban
Belfastban született. Pályafutását 1971-ben a Manchester Unitedben kezdte, ahol tizenegy évet töltött és 1977-ben megnyerte az FA-kupát, valamint a szuperkupát. 1982 és 1985 között a Stoke City játékosa volt. Az 1985–86-os szezonban a Manchester Cityt erősítette. 1986-ban kis ideig a svéd Örgryte játékosa volt. 1986 és 1989 között a Buryban játszott, 1988-ban kölcsönben szerepelt az osztrák VfB Mödlingnél. 1989-től 1991-ig a Preston North End volt a csapata. 1991 és 1993 között a Northwich Victoria játékosedzője volt.

### A válogatottban
1972 és 1987 között 88 alkalommal szerepelt az északír válogatottban és 5 gólt szerzett. Részt vett az 1982-es és az 1986-os világbajnokságon. Mindkét tornán alapembernek számított, utóbbin a válogatott csapatkapitánya volt.

### Edzőként
1993 és 2000 között a Macclesfield Town vezetőedzője volt. 2000 és 2003 között az északír válogatottat irányította szövetségi kapitányként. A 2003–04-es idényben a Stockport County csapatát edzette. 2005 és 2011 között a Morecambe együttesénél dolgozott. 

## Sikerei, díjai
Manchester United
- Angol kupagyőztes (1): 1976–77
- Angol szuperkupagyőztes (1): 1977